# Valerian Bogdanov-Beresovski
Valerian Mikhailovitch Bogdanov-Beresovski, né le 4 juillet 1903 (17 juillet 1903 dans le calendrier grégorien) à Pargolovo près de Saint-Pétersbourg et mort le 13 mai 1971 à Moscou, est un compositeur et musicologue soviétique.

## Biographie
Valerian Bogdanov-Beresovski fait ses études auprès de Maximilian Steinberg et Sergueï Liapounov au Conservatoire Rimski-Korsakov de Saint-Pétersbourg et en sort diplômé en 1927. De 1945 à 1948, il y enseigne tout en étant responsable de la direction artistique du Théâtre d'opéra et de ballet de la ville. Il écrit plusieurs opéras dont La Frontière en 1941, Les Léningradiens en 1943, Nastasia Filippovna, d'après L'Idiot de Fiodor Dostoïevski en 1964. Il écrit aussi des ballets, dont La Mouette d'après Anton Tchekhov en 1959. Il écrit aussi de la musique de chambre et de la musique chorale.
Il est surtout connu comme critique et historien de la musique russe. Il a écrit plusieurs monographies sur des compositeurs russes ainsi que des articles journalistiques.

## Œuvres

### Musicales

#### Œuvres orchestrales
- Symphonie no 1 (1933) ;
- Symphonie no 2 (1953) ;
- Concerto pour piano ;
- Concerto pour violon ;

#### Opéras
- La Frontière (1941) ;
- Les Léningradiens (1943) ;
- Nastasia Filippovna (1964)

#### Ballet
- La Mouette (1959)